# 8503-as mellékút (Magyarország)
A 8503-as számú mellékút egy nagyjából 5 kilométer hosszú, négy számjegyű mellékút Győr-Moson-Sopron vármegye területén, a Hanság vidékén. Győrsövényház és Markotabödöge községeket köti össze, Fehértó településnek pedig az egyedüli közúti elérési útvonalát képezi.

## Nyomvonala
Győrsövényház központjában ágazik ki a 8417-es útból, annak a 26. kilométere közelében, délnyugat felé; Fehértói út néven húzódik a belterület délnyugati széléig, amit mintegy 700 méter után ér el. Az 1+350-es kilométerszelvényénél beletorkollik kelet felől a 85 104-es számú mellékút, amely Bezitől húzódik idáig. Kevéssel ezután az út nyugatabbi irányt vesz, így lépi át Fehértó keleti határát, 2,3 kilométer után.
Még a harmadik kilométere előtt eléri ez utóbbi település első házait, melyek között a központig a Temetői utca, onnan nyugatra a Rákóczi utca nevet viseli; a névváltás helyén ágazik ki az útból az az önkormányzati út, amelyen a falu nevét adó, gazdag élővilágú Fehér-tó is megközelíthető.
A negyedik kilométere táján elhagyja a község legnyugatibb házait, és kevéssel ezután eléri Markotabödöge határszélét. Egy darabig a határvonalat kíséri, 4,9 kilométer után viszont teljesen ez utóbbi település külterületei közé lép. Ott is ér véget, beletorkollva a 8509-es útba, annak az 5+150-es kilométerszelvénye táján.
Teljes hossza, az országos közutak térképes nyilvántartását szolgáló kira.gov.hu adatbázisa szerint 5,063 kilométer.

## Települések az út mentén
- Győrsövényház
- Fehértó
- (Markotabödöge)